# Jack Reynolds
Pour les articles homonymes, voir John Reynolds et Reynolds.
Pour le footballeur irlandais, voir Jack Reynolds (football, 1869).
 (juin 2011).
Si vous disposez d'ouvrages ou d'articles de référence ou si vous connaissez des sites web de qualité traitant du thème abordé ici, merci de compléter l'article en donnant les références utiles à sa vérifiabilité et en les liant à la section « Notes et références ».
John « Jack » Reynolds (né le 23 septembre 1881 à Whitefield au Royaume-Uni ; mort le 8 novembre 1962 à Amsterdam aux Pays-Bas) est un footballeur anglais, entraîneur de l'Ajax Amsterdam de 1915 à 1925, de 1928 à 1940 et de 1945 à 1947. C'est l'un des pionniers du « football total » et fait partie des meilleurs entraîneurs que le club ait connus. Il fut en outre entraîneur du club suisse de Saint-Gall.

## Carrière de joueur
Malgré le nombre important de clubs qu'il a fréquentés, Reynolds n'était pas vraiment reconnu comme un bon joueur[réf. nécessaire]. Le point d'orgue de sa carrière de joueur est la saison 1904-1905 qu'il a passée en Deuxième division au Grimsby Town.

## Carrière d'entraîneur
La carrière de Reynolds débute à Saint-Gall en 1912. Après deux ans passés en Suisse, il devait prendre la tête de l'équipe d'Allemagne. Le déclenchement de la Première Guerre mondiale l'en empêchera, et il déménagera aux Pays-Bas à la place.
En 1915, Reynolds entame la première de ses vingt-sept années de collaboration avec l'Ajax, au cours desquels il inventera le football total et fondera le centre de formation du club. Au cours de ses trois périodes de présence au club, il remporte le Championnat des Pays-Bas huit fois et une Coupe des Pays-Bas. L'Ajax n'avait jamais remporté le moindre titre auparavant.
Parallèlement à cela, Reynolds devient en 1919 le premier sélectionneur des Pays-Bas depuis la suspension des activités footballistiques imposées par la Première Guerre mondiale. Pour son premier match, il signe une victoire 3-1 face à la Suède. Par la suite, la fédération néerlandaise choisira Fred Warburton comme successeur à Reynolds.
Lorsque les nazis envahissent les Pays-Bas en 1940, Reynolds est capturé le 23 juin à Amsterdam puis emprisonné au camp de Schoorl et à l'Ilag de Tost en Haute-Silésie (aujourd'hui en Pologne), tout comme des centaines d'autres compatriotes émigrés dans les pays de l'Europe occupée. Il arrive dans ce camp le 5 septembre 1940 et reçoit le matricule 151.

## Palmarès
- Championnat des Pays-Bas (8) : 1918, 1919, 1931, 1932, 1934, 1937, 1939, 1947
- Coupe des Pays-Bas (1) : 1917